# Pulgarcito (película)
Pulgarcito es una película mexicana infantil estrenada en 1958 dirigida por René Cardona. Basada en una historia de Charles Perrault. Esta protagonizada por María Elena Marqués, José Elías Moreno y Cesáreo Quezadas «Pulgarcito».

## Trama
En una cabaña del bosque viven el leñador Matías, su esposa y sus siete hijos: Pablo, Pancho, Pedro, Juan, José, Felipe y el más diminuto de todos, Pulgarcito. Una noche la pareja de padres platica acerca de la dificultad de mantener a sus hijos. Para ayudar a sus padres los niños van a cortar leña al bosque donde los sorprende el malvado ogro de quien tratan de escapar, refugiándose en una casa en la noche, resulta que ésta es la casa del ogro.

## Reparto
- María Elena Marqués como La Princesa (esposa del ogro)
- José Elías Moreno como El ogro
- Cesáreo Quezadas como «Pulgarcito»
- Manuel Dondé como Matías
- Nora Veryán como Madre
- Rafael Banquells hijo como Pedro
- Bertha Rodríguez A.
- Julio Eduardo Rodríguez Islas.
- Rocio Rosales
- Gonzalo Carmona
- Martha Kendis
- Francisco Fernández como Pablo
- María Antonieta de las Nieves como Flor
- Arturo Álvarez Limón
- Berta Castillón
- Pablo Jorge Nava
- Irma Castillón
- Teresa Rodríguez Castano
- Manuel Bernal como Narrador (voz en off)

## Canciones
- "La Marcha del Ogro", escrita por Enrique Jorrin, René Cardona Jr. y Alfredo Zacarías

- "Vamos a Trabajar", escrita por Raúl Lavista, René Cardona Jr. y Alfredo Zacarías